# Corynanthe
Corynanthe é um género botânico pertencente à família Rubiaceae.

## Espécies
- Corynanthe bequaerti
- Corynanthe brachythyrsus
- Corynanthe dolichocarpa
- Corynanthe gabonensis
- Corynanthe ituriensis
- Corynanthe johimbe
- Corynanthe lane-poolei
- Corynanthe macroceras
- Corynanthe mayumbensis
- Corynanthe mobiusii
- Corynanthe pachyceras
- Corynanthe paniculata
- Corynanthe tenuis

1. ↑  «Corynanthe — World Flora Online». www.worldfloraonline.org. Consultado em 19 de agosto de 2020